# Betulina hirta
Betulina hirta är en svampart som beskrevs av Velen. 1947. Betulina hirta ingår i släktet Betulina och familjen Hyaloscyphaceae.   Inga underarter finns listade i Catalogue of Life.